# Djibril Sow
Mohameth Djibril Ibrahima «Djibbi» Sow (* 6. Februar 1997 in Zürich) ist ein schweizerisch-senegalesischer Fussballspieler. Der zentrale Mittelfeldspieler steht beim FC Sevilla unter Vertrag und ist Schweizer Nationalspieler.

## Karriere

### Vereine
Sow begann mit dem Fussball beim Zürcher Quartierverein BC Albisrieden und wechselte im Alter von elf Jahren in die Jugend des FC Zürich. Zur Saison 2015/16 wechselte er zum deutschen Bundesligisten Borussia Mönchengladbach, bei dem er einen Vertrag bis zum 30. Juni 2020 unterschrieb. Sow gab sein Profidebüt für Gladbach am 25. Oktober 2016 in der zweiten Runde des DFB-Pokals 2016/17 beim 2:0-Heimsieg gegen den Zweitligisten VfB Stuttgart. Sein Debüt in der Bundesliga gab er am 31. Spieltag der Saison 2016/17 beim 2:1-Auswärtssieg gegen den 1. FSV Mainz 05.

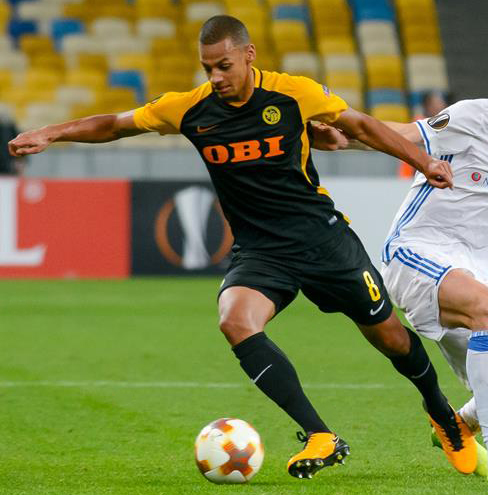
Sow bei den Young Boys (2017)

Nachdem Sow sich bei Gladbach nicht hatte durchsetzen können, wechselte er zur Saison 2017/18 zum BSC Young Boys (YB). Mit YB wurde er in zwei Jahren zweimal Schweizer Meister und spielte mit dem Verein auch in der Champions League und der Europa League. 
Zur Saison 2019/20 wechselte Sow zum Bundesligisten Eintracht Frankfurt, bei dem er einen Vertrag mit einer Gültigkeit bis zum 30. Juni 2024 unterschrieb. Nach zunächst schwankenden Leistungen erspielte sich der Schweizer unter Adi Hütter einen Stammplatz im zentralen Mittelfeld der Frankfurter. Für die Eintracht kam er in seiner ersten Spielzeit zu 40 Pflichtspieleinsätzen und erreichte mit ihr den Achtelfinal der Europa League sowie den Halbfinal des DFB-Pokals. In der Saison 2020/21 hatte Sow mit 28 Bundesligaeinsätzen massgeblichen Anteil daran, dass seine Mannschaft lange auf einem Champions-League-Rang stand, der am Saisonende in einen fünften Platz und damit der erneuten Teilnahme an der Europa League mündete. Auch Frankfurts neuer Trainer Oliver Glasner setzte in der Spielzeit 2021/22 auf die Dienste des Schweizers, sodass Sow in 44 Pflichtspielen zum Einsatz kam und dabei fast ausschliesslich in der Startformation stand. In der Europa League zählte er lediglich verletzungsbedingt einmal nicht zur Startelf seines Teams, das als Gruppenerster nach Siegen in der K.-o.-Runde gegen Betis Sevilla, den FC Barcelona und West Ham United bis in den Final vorstiess. Dort stand der Mittelfeldspieler am 18. Mai 2022 gegen die Glasgow Rangers die ersten 105 Minuten auf dem Platz und gewann mit der Eintracht nach Elfmeterschiessen den Titel.
Im August 2023 verliess er die Eintracht und wechselte zum FC Sevilla nach Spanien.

### Nationalmannschaften
Sow absolvierte diverse Juniorenländerspiele von der U-16 bis zur U-21 für die Schweiz.
Am 8. September 2018 gab Sow beim ersten Gruppenspiel der UEFA Nations League gegen Island sein Debüt für die A-Nationalmannschaft. Für die Europameisterschaft 2021 wurde er in das Schweizer Kader berufen. Im Turnier, das für seine Mannschaft im Viertelfinal beendet war, kam er zu zwei Kurzeinsätzen. Im November 2022 wurde Sow für das Kader für die Weltmeisterschaft 2022 in Katar nominiert. Der Mittelfeldspieler stand in allen Spielen seiner Mannschaft in der Startelf; das Turnier endete für die Schweizer nach einer 1:6-Niederlage gegen Portugal im Achtelfinal.

## Persönliches
Sow ist schweizerisch-senegalesischer Doppelbürger. Seine Mutter ist Schweizerin, sein Vater stammt aus dem Senegal. Mit Nico Elvedi, mit dem er bei Borussia Mönchengladbach zusammen spielte, war Sow in der Schweiz bereits zur Schule gegangen. Er wurde im Januar 2021 Vater einer Tochter. Die Schweizer Fussballnationalspielerin Coumba Sow ist eine Cousine von Djibril Sow.

## Titel und Erfolge
BSC Young Boys
- Schweizer Meister: 2018, 2019

Eintracht Frankfurt
- Europa-League-Sieger: 2022